# Christel Peschke
Christel Peschke (* 26. März 1938  in Troppau, Tschechoslowakei; † 22. Oktober 2020) war eine deutsche Schauspielerin.

## Leben
Nach einer Ausbildung zur Schauspielerin an der Staatlichen Hochschule für Musik und Darstellende Kunst Stuttgart und verschiedenen Engagements in Oberhausen, Dortmund, Münster und Wunsiedel gehörte Christel Peschke von 1965 bis zu ihrer Pensionierung 2003 fest dem Ensemble des Theaters Augsburg an. Dort trat sie auch regelmäßig als Gastschauspielerin auf. Darüber hinaus war sie in der Spielzeit 2007/08 auch im Gärtnerplatztheater in München in Operetten und Musicals zu sehen. In vielen Fernsehproduktionen der Augsburger Puppenkiste wirkte sie als Sprecherin mit und produzierte eine CD mit Liedern und Gedichten von Bertolt Brecht. 
Christel Peschke lebte in Augsburg. Sie starb am 22. Oktober 2020 im Alter von 82 Jahren nach einem längeren Krebsleiden.

## Wichtige zentrale Rollen am Theater Augsburg (Auswahl)
- Mutter Courage in Mutter Courage und ihre Kinder von Bertolt Brecht
- Erna in Die Präsidentinnen von Werner Schwab
- Aase in Peer Gynt von Henrik Ibsen
- Oberin Morton in Chicago von Bob Fosse (Text) und John Kander (Musik)
- Frl. Schneider in Cabaret von Fred Ebb (Text) und John Kander (Musik)
- Maria in Josef und Maria von Peter Turrini

## Filmografie
- 1972: Wir Schildbürger
- 1982: Katze mit Hut
- 1983: Neues von der Katze mit Hut
- 1986: Schlupp vom grünen Stern
- 1989: Die Wetterorgel
- 1989: Eine kleine Zauberflöte
- 1991: Die drei Dschungeldetektive
- 1993: Das Burggespenst Lülü
- 2007: Christina (Kurzfilm) – Regie: Benedikt Maria Kramer (mit Stephanie Gossger, Michael A. Grimm, Wolfgang Grabow)
- 2016: Die Weihnachtsgeschichte

## CD-Veröffentlichung
- Bert Brecht – Gedichte und Lieder mit Geoffrey W. Abbott